# Rolando Persico
Rolando Persico (Cremona, ... – XIV secolo) è stato un nobile e condottiero italiano, conte di Sabbioneta.

## Biografia
Successe a Buoso da Duera come signore di Sabbioneta nel 1291 ed ebbe il titolo di conte. Sotto la sua signoria nel 1307 il paese subì un devastante incendio dovuto ad un attacco militare. Ricostruita dai suoi conti e con l'appoggio di Giacomo II Cavalcabò, signore di Cremona, nel 1315 venne assediata da Cangrande I della Scala e da Passerino Bonacolsi, che ne detenne il possesso sino al suo assassinio a Mantova nel 1328 ad opera di Luigi I Gonzaga.
Di Rolando si ricorda un figlio, di nome Gilio.